# Johann Hendrick Voet
Pour les articles homonymes, voir Voet.
Johann Hendrick Voet, né le 22 février 1758 à  Duisburg (Pays-Bas autrichiens), mort le 31 mai 1832 à Delft (Pays-Bas), est un général hollandais au service du Premier Empire.

## États de service
Il entre en service le 13 juillet 1777 dans l’armée hollandaise, il passe sous-lieutenant le 13 juin 1780, et premier lieutenant le 18 novembre 1787. 
Le 20 mars 1789 il devient directeur de l’école d’artillerie de Zutphen, et il reçoit son brevet de capitaine le 22 février 1793. Il est nommé lieutenant-colonel le 29 octobre 1800. Le 12 juillet 1805 il commande l’école d’artillerie, du génie et le transport d’eau à Amersfoort, et le 8 août 1808 il est élevé au grade de colonel.
Il est promu général major au service des Pays-Bas le 13 novembre 1809, et commandant de l’école militaire de La Haye.
Après l’annexion du Royaume de Hollande le 13 juillet 1810, il est intégré dans l’armée française avec le grade de général de brigade le 13 novembre 1810, et le 22 décembre suivant, il est affecté à la 25e division militaire à Maastricht, puis le 27 décembre il prend le commandement de l’école d’artillerie à Douai.
Il est admis à la retraite le 16 août 1811, et il est fait chevalier de l’Ordre de la Réunion le 7 mars 1812.
Le 12 mars 1814, il reprend du service aux Pays-Bas, comme commandant de l’école d’artillerie et du génie de Delft, et il est promu lieutenant-général le 17 novembre 1818.
Il meurt le 31 mai 1832, à Delft.

## Sources
- (en) « Generals Who Served in the French Army during the Period 1789 - 1814: Eberle to Exelmans »
- Thierry Pouliquen, « Les généraux français et étrangers ayant servis [sic] dans la Grande Armée » (consulté le 23 avril 2015)
- (pl) « Napoléon.org.pl »